# Ein Lebenslied
Ein Lebenslied (Die Geschichte von der Liebe, dem Hoffen, dem Bangen und dem Tode einer Frau) ist ein deutsches Filmdrama von 1912.

## Inhalt
Ein Reicher betrügt seine Ehefrau. Deren Jugendfreund steht ihr im Sterben bei.

## Hintergrund
Produziert wurde der Stummfilm von einer bislang unbekannten deutschen Firma. Den Verleih übernahm die Eclipse/Urban Trading Company, Berlin. Er hat eine Länge von zwei Akten. Die Herstellung kostete 870,00 Mark, das entspricht ca. 5.607 Euro. 
Der Untertitel lautete: Die Geschichte von der Liebe, dem Hoffen, dem Bangen und dem Tode einer Frau.
Zu dem Film wurde für die Kinotheater eine Aufstellung der Musikbegleitung kostenlos mitgeliefert.